# Jenny Nordberg
Jenny Nordberg (* 1972 in Uppsala) ist eine schwedische investigative Journalistin und Autorin.

## Werdegang
Nordberg verfügt über einen Bachelor in Rechtswissenschaft und Journalismus der Universität Stockholm, 2003 schloss sie ein Masterstudium an der Columbia University Graduate School of Journalism ab. Nordberg lebt in New York und arbeitet unter anderem für die New York Times, Svenska Dagbladet, Sveriges Radio und Sveriges Television.
2003 wurde Nordberg gemeinsam mit Nuri Kino für einen Bericht über irakische Spione bei der Migrationsbehörde mit dem schwedischen Journalistenpreis „Guldspaden“ ausgezeichnet. 2010 erhielt sie den Journalismuspreis „Robert F. Kennedy Awards for Excellence in Journalism“ vom Robert F. Kennedy Center für Justiz und Menschenrechte, einer Non-Profit-Institution in Washington, D.C.
Als Nordberg 2009 ihre afghanische Freundin Azita, eine Abgeordnete des Kabuler Parlaments, besuchte, nahm sie verwundert wahr, wie ihr eine der vier Töchter von Azita als Sohn vorgestellt wurde. Sie recherchierte daraufhin von 2009 bis 2014 in Afghanistan, Schweden und den USA über das Phänomen der „bacha posh“, das erstmals Siddiq Barmak in seinem Film „Osama“ dargestellt hatte: Mädchen, die in der männerdominierten Gesellschaft Afghanistans als Jungen ausgegeben werden, um so das Ansehen der Familie zu steigern. Nordberg berichtete zunächst bei der New York Times und Herald Tribune darüber, bis die Materialien das Volumen für ein Buch erreicht hatten. Für dieses 2014 im englischen Original erschienene Buch „The Underground Girls of Kabul“ wurde Nordberg unter anderem 2015 mit dem „J. Anthony Lukas Book Prize“ der Columbia University ausgezeichnet. 2015 erschien die Übersetzung „Afghanistans verborgene Töchter“ von Gerlinde Schermer-Rauwolf und Robert A. Weiß bei Hoffmann und Campe, weitere Übersetzungen erschienen auf Französisch, Italienisch, Portugiesisch, Polnisch, Schwedisch, Dänisch, Finnisch, Niederländisch, Russisch, Türkisch und Malayalam.

## Rezensionen
Ralph Gerstenberg beschreibt im Deutschlandfunk Nordbergs Buch über als Jungen gekleidete Mädchen in Afghanistan als „eindrucksvolles und betont subjektives Buch, […] ein Buch, das versucht, die frauenverachtende Kultur des Landes nicht nur mit westlichem Blick zu betrachten, sondern das diejenigen zu Wort kommen lässt, an deren Schicksal die Autorin Anteil nimmt: Afghanische Frauen und Mädchen, von denen ein kleiner Teil als Junge aufwächst.“
Für Susanne Mayer erzählt Nordbergs Buch „von den Mühsalen des Alltags, aber noch spannender“ sei es, „wie sie das rigide System dieser Geschlechtertrennung entfaltet.“
Anna Fischhaber empfindet es von Nordberg als „sehr eindrücklich“ beschrieben, „was es bedeutet, als Mädchen in Afghanistan aufzuwachsen. Oder als falscher Sohn.“
Für Alice Schwarzer war Nordbergs „mitreißende Mischung […] aus Reportage, Studie und Essay“ ihr persönliches „Buch des Jahres“ und „eine Quelle der Erkenntnis“, „ein Buch, das keine und keiner verpassen sollte.“
Marian Brehmer rezensiert Nordbergs Buch auf qantara.de und sieht es als „glänzend recherchiert“ an. „Mit journalistischer Neugier und Taktgefühl“ habe „Nordberg Familien im ganzen Land“ besucht und „Hausfrauen genauso wie Ärztinnen und Politikerinnen“ interviewt. Das Buch enthalte „nuancierte Hintergrundinformationen zur afghanischen Gesellschaft, ohne dabei zu verallgemeinern“. Die Autorin liefere „eine fundierte Übersicht über die Geschichte der Frauenrechte unter den ständig wechselnden Herrschaften am Hindukusch, ist aber kritisch gegenüber der westlichen Instrumentalisierung des Frauenthemas beim "Krieg gegen den Terror"“.

## Bücher
- Jenny Nordberg: Afghanistans verborgene Töchter – Wenn Mädchen als Söhne aufwachsen Hoffmann und Campe Hamburg 2015, ISBN 978-3-455-85145-8, (eingeschränkte Vorschau)
  - englisches Original: The Underground Girls of Kabul: in Search of a Hidden Resistance in Afghanistan. Crown Publishers New York 2014, ISBN 978-0-307-95249-3
- Nuri Kino, Jenny Nordberg: Die Wohltäter. Hoffmann und Campe Hamburg  2010, ISBN 978-3-455-40277-3, (eingeschränkte Vorschau)
  - schwedisches Original: Välgörarna: den motvillige journalisten. Norstedt Stockholm 2009, ISBN 978-91-1-302204-8